# Nabī Dar
Nabī Dar (persiska: نبی در, بی دَر) är en ort i Iran.   Den ligger i provinsen Markazi, i den nordvästra delen av landet, 270 km sydväst om huvudstaden Teheran. Nabī Dar ligger 2 257 meter över havet och antalet invånare är 118.
Terrängen runt Nabī Dar är kuperad. Runt Nabī Dar är det ganska tätbefolkat, med 56 invånare per kvadratkilometer. Närmaste större samhälle är ‘Alī Dar, 6,8 km öster om Nabī Dar. Trakten runt Nabī Dar består i huvudsak av gräsmarker.